# Мари-Галант
Мари́-Гала́нт (фр. Marie Galante) — остров Карибского моря, расположенный в архипелаге Гваделупа. Мари-Галант по конституции является частью Франции. Остров Мари-Галант имеет территорию площадью 158 км² и население 12 009 жителей в 2006 году по переписи населения (по сравнению с 10 867 жителей в переписи 2016 года). Плотность населения — 68,77 чел/км².

## История
С 1648 года колония Франции.
В 1691 году захвачен Британией.
В 1696 году возвращён Франции.
В 1759 году захвачен Британией.
В 1763 году возвращён Франции.